# Peugeot modelo 1914
El Peugeot Modelo 1914 fue un automóvil blindado utilizado en un principio por el ejército francés durante la Primera Guerra Mundial. Estaba basado en la utilización de chasis y motores de vehículos de turismo como los Peugeot 18 CV Tipos 146 y 148, pero más habitualmente del modelo comercial 4 × 2 Tipo 153, y añadiendo blindajes improvisados.

## Historia, diseño y desarrollo
Al inicio de la Primera Guerra Mundial en agosto de 1914, Francia ya tenía un historial de desarrollo de automóviles blindados. El primero fue el modelo Charron 1905. Cuatro Charron, Girardot et Voigt ya estaban en servicio desde 1908, y algunos habían sido exportados a Rusia. Peugeot entró en liza en 1914, entregando una gama completa de automóviles blindados basados en automóviles turísticos. Se utilizaron los chasis del los Peugeot Tipo 146, 148 y más habitualmente del modelo comercial 4 × 2 Tipo 153, y blindajes improvisados, pero, no eran vehículos estándar y, a finales de 1914, se detuvo esta serie improvisada. Al mismo tiempo, Peugeot ideó un modelo estandarizado mejor blindado, basado en el chasis del Tipo 148 y con dos configuraciones de armamento.
El automóvil blindado Peugeot fue construido en dos versiones principales, la Peugeot AM (automitrailleuse) fue armado con una ametralladora Hotchkiss M1909 8 mm Lebel y el Peugeot AC (autocannon) armado con un cañón Puteaux SA 18 de 37 mm (otras fuentes indican un cañón Hotchkiss M1887 e incluso un Schneider modelo 1897 de cañón corto). Los dos armamentos eran intercambiables y estaban montados en un soporte giratorio provisto de un escudo curvo.
Los principales modelos de producción del automóvil blindado Peugeot se construyeron sobre el chasis Peugeot 18 CV tipo 146 o tipo 148. El vehículo blindado Peugeot tenía un motor montado en la parte delantera, el conductor en el medio y un compartimento de combate abierto en la parte trasera. Para soportar el peso adicional del blindaje y el armamento, el chasis y la suspensión fueron reforzados y se instalaron ruedas dobles en la parte trasera. La posición del conductor estaba protegida por un blindaje bien inclinado, el motor estaba blindado con persianas de acero que protegían el radiador.
En los primeros meses de la guerra, los Peugeot tipo 153 comerciales se convirtieron apresuradamente en automóvile blindados abiertos mediante la adición de planchas blindadas con un espesor de 5,5 mm alrededor de la cabina y con un compartimento de combate trasero, casi sin protección con laterales de listones de madera, Se construyeron 120 ejemplares con una ametralladora montada sobre un pivote central o un cañón Hotchkiss M1887 de 37 mm protegido por un escudo rectangular.
Más adelante, se desarrolló una versión diseñada específicamente, por el capitán Reynault, basada en el más grande chasis del Tipo 146. El nuevo diseño proporcionó protección blindada para el motor y el compartimiento de combate y un escudo de arma más cerrado, aunque la parte superior permaneció abierta. Se construyeron 150, más adelante en la producción, el chasis Tipo 146 se complementó con el Tipo 148.

## En servicio
En agosto de 1914, algunas unidades de caballería estaban equipadas con automóviles Peugeot AM, en particular los grupos 6º y 7º de vehículos blindados  (séptima división de caballería) y el primer cuerpo de caballería. Durante la primera etapa de la guerra, la guerra móvil les permitió rendir todo su potencial al apoyo de la infantería y actuaron detrás de las líneas enemigas. Pero en 1915, a partir del comienzo del estancamiento del frente, se volvieron de un valor limitado. A partir de entonces, principalmente fueron utilizados para patrullar la línea del frente en carreteras abiertas y brindar fuego de apoyo cuando era necesario; sin embargo, sus capacidades a campo través se redujeron severamente. Cuando de nuevo en 1918 la guerra se volvió más móvil, solo quedaban 23, debido a que la producción se había ralentizado desde 1915 y no se habían asignado reemplazos.
En 1919 el gobierno polaco a raíz de la Guerra polaco-soviética, trató de comprar automóviles blindados franceses y solo consiguió 18 Peugeot AM en agosto de 1920 junto con repuestos. Fueron enviados por mar y llegaron entre fines de septiembre e inicios de noviembre de 1920, tarde para comprometerse efectivamente en las operaciones. A su llegada, formaron una unidad de vehículos blindados con base en Poznan y más tarde los 1º y 2º pelotones de vehículos blindados. Estas unidades se reorganizaron con frecuencia durante la década de 1920. En mayo de 1926, durante el golpe de Estado de Józef Piłsudski, dos apoyaron a las fuerzas gubernamentales, y uno resultó dañado durante los enfrentamientos callejeros. Recibieron, una pequeña revisión en los talleres de Centralne Warsztaty Samochodowe (CWS), a principios de la década de 1930. Ya en 1930 su reemplazo por el semioruga Samochód pancerny wz. 28 estaba en pleno apogeo. Considerados obsoletos en 1931, fueron prestados a la policía para entrenamiento y tareas de patrulla. Para 1935, casi todos habían sido retirados; tres que permanecían en servicio con la Policía de Fronteras participaron en la lucha fronteriza en septiembre de 1939 en la Alta Silesia y se enfrentaron a los Freikorps alemanes. El resto resultó destruido durante la guerra.
También cuatro Peugeot AM fueron prestados al gobierno serbio en 1919 para hacer frente a las incursiones bolcheviques, y luego reutilizados por el reino yugoslavo. Parecen haber sido mantenidos en servicio hasta la invasión alemana en abril de 1941, pero se desconoce su destino.

### Vehículos blindados de similares características, uso y época
- Austin (vehículo blindado)
- Charron modelo 1905
- Ehrhardt EV/4
- Lanchester 4×2
- Lancia IZ
- Automóvil blindado Minerva
- Renault modelo 1914
- Automóvil blindado Rolls-Royce
- White AM modelo 1915/1918

- Anexo:Vehículos blindados de combate de la Primera Guerra Mundial